# Bob Morley
 Ikke at forveksle med Bob Marley.
Robert Alfred Morley bedre kendt som Bob Morley er en australsk skuespiller. Han er bedst kendt for rollen som Bellamy Blake i The 100.